# Keczka Żarska
Keczka (słow. Kečka, 1507 m) – mało wybitny reglowy szczyt w masywie Rosochy w słowackich Tatrach Zachodnich. Znajduje się w grzbiecie opadającym z Trzciańskiego Gronia w południowym kierunku (pomiędzy Doliną Jałowiecką a Doliną Żarską). Na Keczce grzbiet ten rozgałęzia się na dwa ramiona. Ramię prawe opada w południowo-zachodnim kierunku i kończy się wzniesieniem Brzeziny (928 m). Ramię to tworzy lewe zbocza Doliny Wierzbickiej. Ramię lewe, zwane Palenicą, opada w południowym kierunku, niżej zakręcając na południowy wschód, i tworzy lewe zbocza doliny Łuczywnik. Pomiędzy nimi położona jest niewielka dolinka bez nazwy.
W nazewnictwie Keczki jest na różnych mapach spore zamieszanie. Na polskiej mapie nazwa Keczki przeniesiona została na wschodni grzbiet doliny Łuczywnik (jako wierzchołek Keczka Żarska, 1530 m), a w miejscu Keczki wyróżniono szczyt o nazwie Pod Keczką (Pod Kečkou, 1503 m). Na słowackiej mapie nie istnieje nazwa Kečka, zaś na jej grzbiecie, poniżej, wyróżniono wierzchołek Nižná Roveň, 1399 m.
Keczka jest całkowicie zalesiona. Tuż po południowej stronie jej mało wybitnego wierzchołka znajduje się stopniowo zarastająca lasem Polana pod Keczką. Nie prowadzi tędy żaden szlak turystyczny, a dawne pasterskie ścieżki już zarosły lasem.